# Virus simien 40
 (mai 2023).
Si vous disposez d'ouvrages ou d'articles de référence ou si vous connaissez des sites web de qualité traitant du thème abordé ici, merci de compléter l'article en donnant les références utiles à sa vérifiabilité et en les liant à la section « Notes et références ».
Espèce
Betapolyomavirus macacae, le virus simien 40 (SV40) ou virus vacuolant, est un membre des virus de la famille des Polyomaviridae trouvés chez le macaque rhésus. Le SV40 est un virus à ADN qui a été employé dans des vaccins contre la poliomyélite. Il induit des tumeurs cancérigènes in vitro et chez les rats, son effet sur l'homme a été très controversé du fait de résultats inconstants.
Il est utilisé en biotechnologie et en recherche comme agent biologique dans la création des lignées cellulaires immortalisées.

## Histoire
Les débats récurrents depuis les années 1960 sur, d'une part l'origine, et d'autre part le caractère pathogène ou non du SV40 sont particulièrement liés aux circonstances de sa découverte, dans les milieux de culture des premiers vaccins contre la poliomyélite, et ce juste après le "Cutter Incident". Le SV40 fut également découvert, au même moment, dans des vaccins contre l'adenovirus auxquels avaient été exposés du personnel de l'US Army de 1959 à 1961. Ce précédent que représente la contamination d'un vaccin par un virus simien a suscité l'hypothèse, aujourd'hui réfutée, publiée par le journaliste Tom Curtis quant à l'origine du VIH/SIDA.

### Virus simiens avant le SV40
Le premier virus simien — aujourd'hui dénommé herpès virus B — fut découvert en 1932 après qu'A Sabin a isolé l'agent infectieux ayant causé la mort d'un de ses collaborateurs, le Dr William Brebner.
En 1953, le Dr Herald R. Cox des laboratoires Lederle signale le risque de contamination des milieux de culture des vaccins par des virus qui pourraient être présents dans les reins de singe. En 1952, les laboratoires Lederle avaient fait savoir que deux de leurs équipes avaient réussi à cultiver un des virus de la poliomyélite (souche MEFI) sur des embryons de poulet.
Entre 1955 et 1956 de nombreux virus sont trouvés dans des cellules de rein de singes apparemment en bonne santé,.
En 1958 Robert N Hull fait état de la découverte de vingt autres virus. Il souligne encore le risque que représentent les reins de singe comme milieux de culture.

### Découverte difficile
Bien qu'elle ait été évincée de tout programme officiel concernant le poliovirus à la suite de l'alerte qu'elle avait lancée avant le Cutter Incident, et parallèlement à ses travaux sur le cancer menés avec le Dr Stewart à la suite de leur importante découverte du SE-polyoma virus, Bernice Eddy conduisait discrètement des recherches sur le virus de la poliomyélite.
Après avoir injecté à des hamsters des extraits de cellules de rein de singe rhésus – semblables à celles utilisées pour le vaccin anti-poliomyélitique – elle observe qu'ils développent un cancer au site d'injection : concluant à la présence d'un virus elle s'en ouvre à son chef de service, Joseph Smadel, le 6 juillet 1960, qui rejette ses conclusions. Pour apprécier le jugement de Smadel, il faut d'abord avoir à l'esprit qu'à l'époque seuls les oiseaux étaient réputés développer un cancer à la suite d'une infection virale, les découvertes de Peyton Rous de 1931 étant elles-mêmes encore vues comme des curiosités. Et puis les équipes chargées de développer le vaccin n'avaient décelé aucun d'effet cytopathique dans ces cultures (on n'en découvrira la raison que plus tard : le macaque étant « peu permissif » du SV40, les cellules de cette espèce étaient infectées de façon latente). Mais surtout l'incident Cutter était dans toutes les mémoires. En octobre 1960, le Dr Eddy fait toutefois une communication orale sur ses découvertes lors d'une réunion de la Cancer Society de New York. Furieux après sa subordonnée, Smadel exige dorénavant de contrôler toute communication sur ses travaux.
Probablement avertie de ces recherches, l'équipe de Maurice Hilleman, alors recruté par les laboratoires Merck, est pourtant en train d'arriver à des conclusions semblables. Hilleman, qui se méfiait de l'état sanitaire des singes rhésus objets de multiples trafics, avait fait venir de Madrid des singes verts pour procéder à des expériences en relation avec les vaccins anti-polio fabriqués par Merck (qui produisait celui de Salk et de Sabin). Inoculant des extraits de reins de singe rhésus dans des reins de singe vert, où des modifications pathologiques sont alors observées, il en conclut que des virus en sont la cause, qui pourraient se retrouver dans le vaccin antipolio. Il en fait d'abord une communication orale – intitulée How to detect Undetectable Viruses – à un colloque de la Sister Kenny Foundation (Second International Conference on Live Poliovirus Vaccines, Washington, juin 1960), puis une présentation plus académique lors d'une conférence à Copenhague. C'est à cette époque que, sur la suggestion d'un collègue des laboratoires Eli Lilly, il nomme ce virus Simian Virus 40, le quarantième à avoir été trouvé chez le singe. Dans la foulée, Hileman met au point le Purivax, une version dite purifiée du vaccin Salk en utilisant des cellules de rein de singe vert (cercopithecus). Dans le même temps, un groupe de chercheurs de Yale confirme au microscope électronique que le SV 40 et le Stewart Eddy Polyoma sont des virus semblables, l'un infectant les singes, l'autre les souris. Cela sera confirmé par le Dr Eddy en 1961, ce qu'elle ne pourra publier qu'en 1962,.
Rien cependant n'avait encore filtré hors des cercles informés sur le potentiel oncogène de ces virus. De la même façon on discuta dès cette époque de la possibilité de retrouver ces virus à l'état virulent dans les vaccins antipolio. Hilleman et le Dr Ben Sweet évoquent cet aspect dans un article intitulé : The vacuolating virus, S.V. 40. 
Alan P. Goffe, dans une contribution de mars 1961, explique que le vaccin Sabin ne peut être un vecteur de communication du SV 40. Au printemps 1961 cependant, une collaboratrice de Bernice Eddy publie un communiqué affirmant que le SV 40 est effectivement présent dans le vaccin antipolio. Le vaccin Sabin devra lui aussi rapidement changer son procédé de production en utilisant des cellules de rein de singe vert . Enfin, à la suite de la communication faite par Gerber et al montrant que le SV40 gardait sa virulence dans les lots de vaccin contre l'adenovirus (eux aussi cultivés sur cellules de rein de singe), B. Eddy demande au responsable du Laboratory of Control Activities s'il ne serait pas opportun de soumettre ces vaccins à une règlementation : cette démarche, concernant indirectement le poliovirus à propos duquel elle ne pouvait plus intervenir, restera elle aussi sans suite.
La presse grand public finit par se saisir, d'abord partiellement, de cette affaire le 26 juillet 1961 quand le New York Times annonce le retrait par Merck et Parke-Davis de leur vaccin antipolio jusqu'à ce qu'ils trouvent le moyen d'y garantir l'absence d'un virus simien (dont rien n'était dit du potentiel oncogène). En fait les laboratoires Merck avaient suspendu l'expédition de leur vaccin Purivax dès le mois de mai quand leurs propres tests y eurent révélé la présence du SV40 ; et quand les travaux de Girardi furent connus, Hilleman, alors directeur scientifique de Merck, demanda une nouvelle fois en vain à son autorité de tutelle (Division of Biologic Standards, DBS) de suspendre la production de tous les laboratoires. Ce n'est que lorsque la DBS trouva des SV40 dans des lots de Parke-Davis que ceux-ci durent suspendre à leur tour leur production. Donc lorsque le Times publia son article en juillet, les deux sociétés avaient déjà arrêté leur production depuis plusieurs semaines.
Il fallut attendre février 1962 pour qu'un autre article du New York Times évoque les relations possibles entre SV40 et cancer, mais c'est surtout la communication de Girardi à la réunion annuelle de The American Association for Cancer Research vers la mi-avril qui officialisa véritablement cet aspect. Cette communication donnera lieu à publication . Dès lors les recherches et les publications se multiplièrent. Déjà, au printemps 1962, Gerber fit savoir que les SV40 gardaient leur pouvoir infectieux malgré les procédés d'inactivation propres à la fabrication des vaccins "Salk". Alan Rabson, alors jeune chercheur au DBS, établit bientôt que le SV40 générait des cancers chez des rats.
Cependant, une fois la présence d'un virus établie et son potentiel oncogène reconnu, le Dr Eddy, au lieu d'être félicitée pour sa vigilance, perdit son laboratoire, fut empêchée d'assister à des colloques, subit la censure de ses travaux, et finalement fut exclue de tout programme de recherche portant sur des vaccinations.

### Conséquences de la découverte
En 1960 Merck renonce à la fabrication tant du vaccin Sabin que du vaccin Salk du fait de la contamination par des virus simiens.
À partir d'octobre 1960, Hilary Koprowski, dont le vaccin oral n'avait pas été retenu par l'administration américaine, fait valoir la sécurité du vaccin qu'il se propose de produire à partir du procédé de culture de cellules en lignées continues WI-38 mis au point par Leonard Hayflick du Wistar Institute dont Koprowski est directeur. Hayflick publiera ses travaux concernant l'utilisation de lignées continues pour la fabrication de vaccins dans The American Journal of Hygiene en 1962, (un procédé qui ne sera utilisé que bien plus tard, avec une autre lignée – MRC-5 – par Aventis Pasteur pour le Poliovax) .
Le SV40 infectant sans effet apparent les Maccacus rhesus importés d'Inde et les Maccacus cynomolgus importés d'Indonésie mais pas les singes africains, ces derniers ont commencé à être utilisés couramment dans la production des vaccins polio. Le singe Mac. cynomolgus (qui possède un SNC très sensible à l'inoculation intracérébrale du poliovirus) continua cependant à être utilisé pour le contrôle des vaccins et pour les études de neurovirulence[réf. incomplète].

### Des effets controversés
Le 27 janvier 1997 au National Institutes of Health (Bethesda, Maryland) a lieu le premier colloque international sur le SV40.
En 2002, trois chercheurs expérimentés, les Drs Gazdar, Butel et Carbone demandaient que le SV40 soit considéré comme appartenant au groupe des cancérogènes de classe 2A.
Le 22 octobre 2002, l'Institute of Medicine publiait aux États-Unis un rapport intitulé Immunization Safety Review : SV40 Contamination of Polio Vaccine and Cancer. Si le rapport reconnaissait qu'il était bien établi que le SV40 générait des cancers in vitro dans des cellules, et preuves biologiques solides que SV40 était un virus transformant, il ne trouvait par contre pas de preuves concluantes attestant du rôle des vaccins antipolio dans la répartition du SV40 chez l'homme.
En 2003, l'Inserm relève que les résultats des études sur la présence d'ADN du SV40 dans les tumeurs chez l'Homme sont inconstants, et que les liens de causalité entre SV40 et cancers que l'épidémiologie n'ont pas été suggérés par les études épidémiologiques, bien que cela puisse résulter de la puissance « nécessairement limitée » de ces études.

## Aujourd'hui: état des connaissances
Possédant une remarquable résistance aux agents physico-chimiques et présent en titre élevé dans les cultures de cellules de reins de singes rhésus où il se répliquait, le SV40 a pu conserver sa virulence dans les vaccins issus des poliovirus cultivés sur reins de singes.
Jusqu'à 30 % de cultures de reins de singe ou d'autres tissus simiens sont contaminées par le SV 40. Le virus est rencontré chez les singes rhésus, où il est dormant, non-pathogène ; il a été trouvé dans de nombreuses populations sauvages de macaques chez qui il est rarement cause de maladie. Cependant chez des singes immunodéficients – par exemple à la suite d'une infection avec le SIV / VIS – le SV40 produit des maladies rénales et parfois même des maladies démyélinisantes semblables à la leucoencéphalopathie multifocale progressive.
En 2003, P. Clertant et F. Cuzinpouvait (Unité 470 de l'Inserm) pouvaient écrire : « Le cas le mieux documenté à ce jour, celui du mésothéliome pleural, satisfait à presque tous les critères de Koch pour identifier un agent infectieux. L'origine du virus semble bien être la vaccination Sabin »
Le 10 septembre 2003, au Congrès Américain, une audience du sous Comité sur les Droits Humains et le Bien-être avait pour thème la présence d’un virus simien (SV40) dans le vaccin polio produit et administré à des enfants dans les années 1950 et 1960 .
Le génome du SV40 a été séquencé par Walter Fiers (en) et son équipe de l'Université de Gand en 1978.

## Diagnostic
Le test ELISA permet de déterminer si une personne est ou a été infectée par le SV40.

## Utilisation
Il a été utilisé en 1972 par Paul Berg pour créer le premier OGM.